# Adam Dudziński
Adam Dudziński (ur. 30 maja 1935, zm. 26 lipca 2000) – polski brydżysta, Arcymistrz Międzynarodowy (PZBS). Jego stałym partnerem był Andrzej Małek.

## Wyniki brydżowe

### Zawody krajowe
Adam Dudziński w Drużynowych mistrzostwach Polski zdobywał następujące medale:
| Sezon   | Miejsce | Drużyna        |
| ------- | ------- | -------------- |
| 1983/84 | 3       | Spójnia Gdańsk |
| 1975    | 3       | Neptun Gdańsk  |
| 1974    | 3       | Neptun Gdańsk  |
| 1973    | 2       | Neptun Gdańsk  |
| 1968    | 3       | Ster Gdańsk    |

### Zawody europejskie
W europejskich zawodach zdobył następujące lokaty:
| Zawody europejskie. Konkurencja teamów | Zawody europejskie. Konkurencja teamów | Zawody europejskie. Konkurencja teamów | Zawody europejskie. Konkurencja teamów | Zawody europejskie. Konkurencja teamów | Zawody europejskie. Konkurencja teamów |
| Rok                                    | Miejsce                                | Zawody                                 | Kategoria                              | Drużyna                                | Pozycja                                |
| -------------------------------------- | -------------------------------------- | -------------------------------------- | -------------------------------------- | -------------------------------------- | -------------------------------------- |
| 1973                                   | Ostenda                                | 30 Mistrzostwa Europy Teamów           | Open                                   | Poland                                 | 3                                      |